# Превотальные суды
Превотальные суды (фр. prévôtés; в ед.ч. la prévôté) — в феодальной Франции первая судебная инстанция по гражданским и уголовным делам, тогда как высшей судебной инстанцией был парламент. Существовали с XI века.
Также во Франции в первые годы реставрации (1815—18 гг.) — чрезвычайные суды для преследования политических противников нового режима.

## История судов

### В феодальной Франции
В своих владениях король содержал особых управителей — прево́ (prévôts), которым была предоставлена судебная власть; право суда рассматривалось как доходная статья королей, а потому наряду с управителями по назначению (prévotée en garde) иногда право суда отдавалось на откуп (prévôtée à ferme).
Во Франции по мере усиления королевской власти феодальные суды стали вытесняться королевскими. Филипп-Август для надзора за должностями прево́ соединил ленные владения в большие округа и в каждом округе назначал особого чиновника (бальи на севере, сенешаля на юге), который периодически объезжал свой округ и рассматривал уголовные дела на заседаниях, с участием выборных (prudhommes), произносивших приговоры. Должности бальи и сенешалей считались очень почётными и жаловались высшим сановникам, которые нередко, не имея ни времени, ни охоты и способности к отправлению правосудия, возлагали свои судейские обязанности на наместников (lieutenants) из лиц, получивших юридическое образование в университетах: вместе с тем выборные, заседавшие в ассизах, мало-помалу заменялись учёными юристами по назначению правительства.

## В армии
С переходом французской армии на иностранную территорию учреждались особые превотальные суды, которым были подсудны лица, следовавшие за армией, военнопленные нижние чины и бродяги, за преступные деяния, влёкшие за собой по закону наказание не свыше 6 месяцев тюрьмы или 200 франков штрафа; превотальной юстицией заведовали начальники жандармов отдельной армии, корпуса и дивизии. 